# Zombie Night (film 2013)
Zombie Night è un film per la TV statunitense del 2013 diretto da John Gulager.

## Trama
Patrick insieme alla figlia Tracy Jackson e l'amica di quest'ultima, Rachel, notano strani morti mentre si dirigono a casa. Accidentalmente hanno un incidente con un uomo, che poi si rivela uno zombie. Il non morto insegue Rachel, facendola fuggire in un cimitero. Tracy e il padre, cercano la ragazza fino a quando scoprono che i morti stanno lentamente tornando in vita. Questo, fa scoppiare il caos nella città, dove sembra regnare l'anarchia e il caos totale. Patrick cerca di salvare Rachael, ma questa cade in una fossa, venendo divorata dagli zombie. L'uomo e Tracy, dopo la morte della ragazza, si barricano in una casetta.
Birdy, la moglie di Patrick e sua nonna Nana, avvertono il pericolo che sta aumentando tra le strade della città. Dopo aver preso una pistola, le due vanno al piano di sopra, dove incontrano Janice, una donna ferita e bisognosa d'aiuto. In un'altra abitazione, il capofamiglia Joseph ordina a tutti i membri del suo nucleo familiare (La moglie Karin, il figlioletto Nathan e il figlio adolescenziale, nonché il fidanzato di Tracy, Perry) e alla vicina Irina, di rimanere all'interno della casa barricata. Irina si oppone, e per questo viene rinchiusa in una camera. La donna non si arrende e cerca un modo per uscire, ma viene però colpita e uccisa da uno zombie. Nell'anarchia della città, l'ufficiale Lopez continua a combattere le forze non morte, per trarre in salvo Nana e la sua famiglia, che tempo addietro l'avevano aiutato.
Nathan viene morso alla guancia, altresì Perry, che viene ucciso. Nana, muore accidentalmente, per resuscitare come una non morta. Attacca la figlia, ma dopo un arduo scontro viene ucciso dalla stessa. Tracy e Patrick, riescono a raggiungere la loro casa e a ricongiungersi con Birdy e Janice. Il gruppo decide di andare nell'abitazione di Parry, che ha una camera blindata e delle provviste per una settimana. Arrivati fuori casa del ragazzo di Tracy, Joseph rifiuta di farli entrare, facendo rifugiare la comitiva in una serra. L'ufficiale Lopez arriva a casa di Patrick e Birdy, ma l'unica cosa che trova è il cadavere di Nana. Il gruppo di Patrick verrà nuovamente attaccato, ma riuscirà a salvarsi intrufolandosi nella dimora di Joseph, a costo della vita di Janice. Anche l'agente Lopez verrà ucciso. Patrick e gli altri trovano Karin e Nathan e scoprono che Parry, diventato come non morto, ha ucciso Joseph. Non potendo rimanere all'interno della casa per un'ulteriore invasione di zombie, i superstiti scappano, ritrovandosi in un tunnel.
Dopo una serie di peripezie, al sorgere dell'alba e dopo un duro combattimento, solo Tracy, Nathan, Birdy e Patrick riusciranno a sopravvivere. Usciti dalla chiesa in cui si erano rifugiati, i quattro vedono che tutti gli zombie sembrano ritornare al loro stato di incoscienza. Felici di tornare a casa, si domandano tuttavia, che cosa sarebbe successo al calar del sole.